# 錢應華
錢應華，别號堅白，江西臨江府清江縣匠籍。

## 生平
萬曆三十四年（1606年）丙午科江西鄉試第七十六名，四十四年（1616年）丙辰科進士，刑部觀政，初授浙江上虞縣知縣，四十六年本省同考，平反疑獄，四十七年調餘姚縣，擒海寇數十人。擢工部主事，以魏忠賢方用事，乞病歸。甲申間聞變，不食卒。

## 家族
曾祖錢常貫，祖父錢儒良。父錢望英。

## 引用
1. ↑  《萬曆四十四年丙辰科進士序齒録》：錢應華，堅白，易四房，戊子七月十六日生。潜江县人，丙午七十六，会二百九，三甲一百十八名。刑部政，授上虞知縣，戊午本省同考，己未調餘姚知縣，壬戌考察。
2. ↑  《江西诗征》：錢應華，字堅白，清江人。萬歷四十四年進士，少尚氣，能槐滿石弓，巴而折節，遂迷於學。知山陰縣，平反疑獄，調餘姚，擒海寇數十人。擢工部主事，以魏璫方用事，乞病歸。甲申間聞變，不食卒。